# Époque moderne

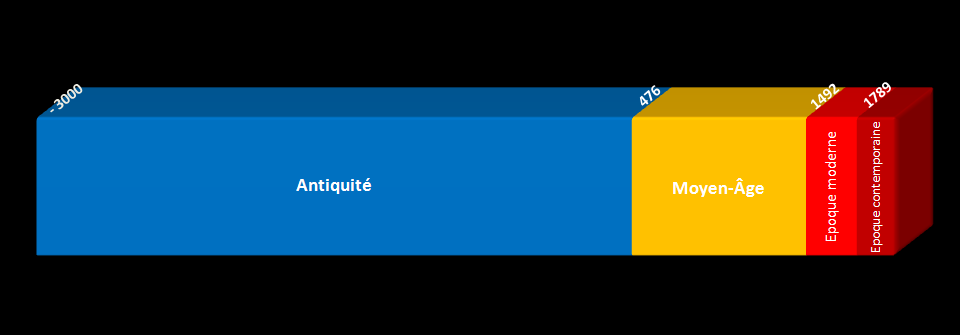
Schéma chronologique des quatre époques de l'Histoire selon les historiens français.

Cet article concerne la période historique. Pour le concept philosophique, voir Modernité. Pour le mouvement en peinture, voir Art moderne.
Pour les articles homonymes, voir Les Temps modernes et Modern Times.
 (août 2022).
Si vous disposez d'ouvrages ou d'articles de référence ou si vous connaissez des sites web de qualité traitant du thème abordé ici, merci de compléter l'article en donnant les références utiles à sa vérifiabilité et en les liant à la section « Notes et références ».
L'Époque moderne, ou les « Temps modernes », couvre l'époque historique qui débute à la fin du Moyen Âge située, selon les historiens, en 1453 à la chute de l'Empire romain d'Orient ou en 1492 avec la découverte de l'Amérique par Christophe Colomb et qui se termine, selon la périodisation « à la française », en 1789 avec la Révolution française. Toutefois, pour les historiens de langue anglaise, l'Époque moderne est ininterrompue des Grandes Découvertes jusqu'à nos jours, de sorte que l'époque contemporaine en définit plutôt la partie vécue par des témoins encore en vie à ce jour. Dans leur perspective, l'Époque moderne est celle où triomphent les valeurs de la modernité (le progrès, la communication, la raison), en opposition avec la période précédente du Moyen Âge, longtemps considérée comme un « âge obscur », ou comme une « sombre » parenthèse entre l'Antiquité et la « Renaissance ». Il fait toutefois l'objet d'une réévaluation depuis l'apparition des historiens médiévistes dans les années 1970. Au départ, lors de la Renaissance, l'esprit de l'Époque moderne cherche à se référer non pas au Moyen Âge, mais à un passé plus lointain, l'Antiquité, vu comme l'époque classique.
En sociologie, la distinction n'est pas faite entre l'Époque moderne et la modernité. Pour Jean-Marc Piotte, par exemple, nous sommes toujours en modernité puisque nous réfléchissons encore dans une perspective d'individus libres, égaux et rationnels ; qu'au niveau individuel le travail et l'amour priment ; et qu'au niveau collectif, le marché, l'état-nation et la laïcité demeurent dominants. Le sociologue Anthony Giddens abonde dans le même sens, affirmant que nos sociétés possèdent toujours les quatre caractéristiques institutionnelles fondamentales de la modernité : le capitalisme, l'accumulation de capital dans le contexte du travail concurrentiel et des marchés de produits ; la surveillance, le contrôle de l'information et la surveillance sociale ; l'industrialisme, l'utilisation de l'industrie pour la production de biens ; et la puissance militaire, le contrôle des moyens de la violence dans le contexte de l'industrialisation de la guerre.
Dans une perspective globale, l'Époque moderne marque une grande pause entre le moment de l'intégration de deux mondes humains qui s'étaient presque totalement ignorés pendant plus de 20 000 ans : l'Amérique – ou « Nouveau Monde » – et l'Afro-Eurasie – ou « Vieux Monde ». On parlera du « Jeune Monde » lorsque le continent australien sera découvert par les Européens.
Le temps écoulé a fait s'éloigner d'une telle manière cette époque du présent que les historiens de certains pays, dont la France, distinguent une quatrième époque, l'Époque contemporaine. Cette quatrième époque n'est certes pas à l'écart et a même vu une intensification extraordinaire de la tendance à la modernisation observée pendant l'Époque moderne. Cependant, cette intensification s'est faite avec des caractéristiques sensiblement différentes, fondamentalement parce qu'elle signifie le moment du développement extraordinaire et du triomphe des forces économiques et sociales qui avaient été en lente gestation durant l'Époque moderne : le capitalisme et la bourgeoisie ; ainsi que les entités politiques qui se sont formées en parallèle : la nation et l'État. C'est cette périodisation « à la française » qui est adoptée dans cet article.
La discipline historiographique étudiant cette période se nomme Histoire moderne, et ses historiens « modernistes » (distincts des artistes, écrivains ou religieux de la fin du XIXe siècle ou du début du XXe siècle).

## Périodisation longue de l'Époque moderne

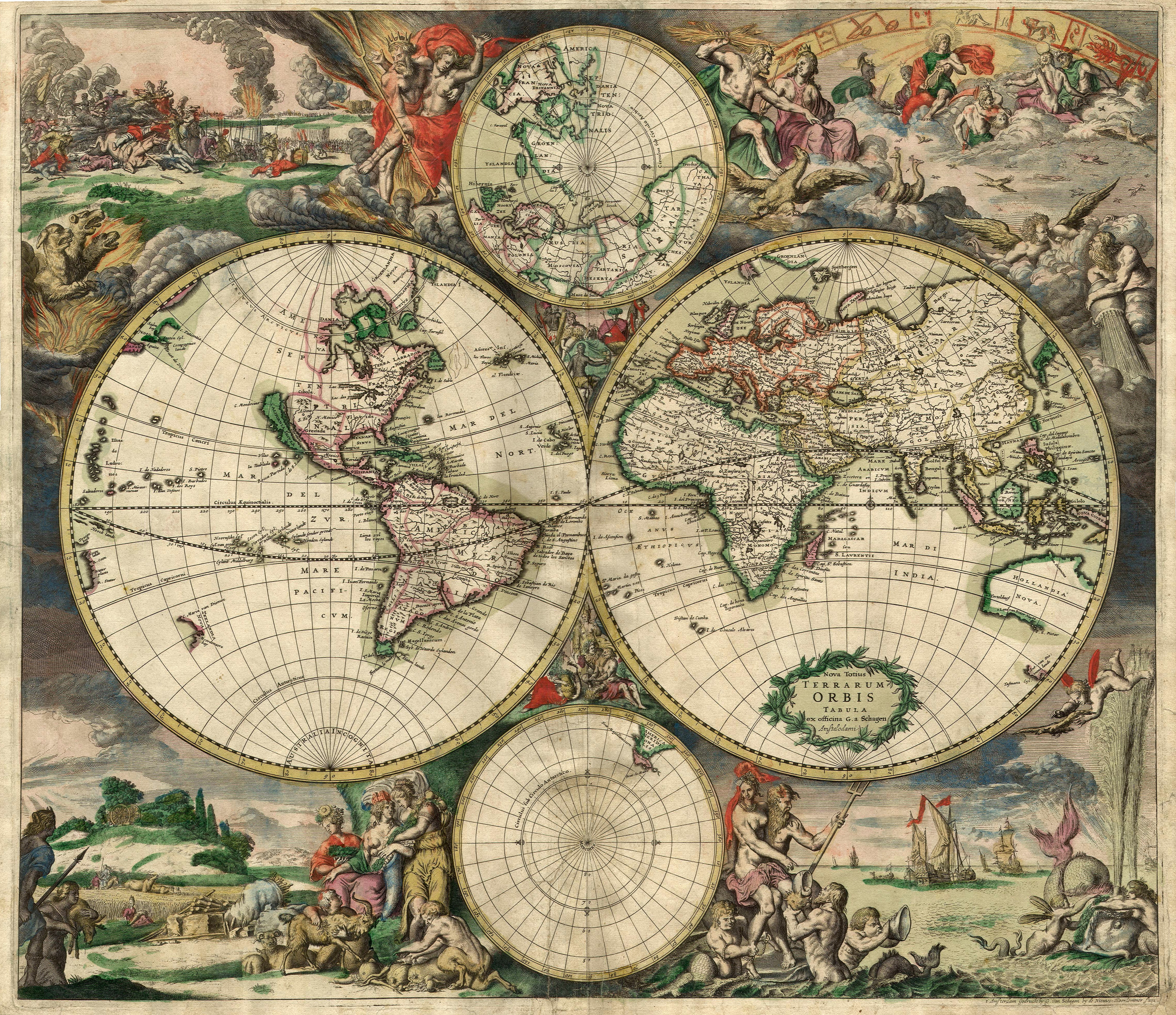
Carte du monde de Gerard van Schagen (1689).

C'est dans la plupart des pays francophones uniquement que l'Époque dite moderne s'arrête avec la Révolution française.
Cette convention traditionnelle des historiens français n'est pas partagée par les autres historiens du monde entier. Dans la terminologie de ces derniers, toute l'histoire depuis la Révolution française ne fait guère partie de l'histoire contemporaine, comme elle le fut, certes, encore à la fin du XIXe siècle.
C'est ainsi que certains historiens anglo-saxons ou allemands contemporains divisent l'histoire depuis la fin du Moyen Âge (dates précises variables) :
- 1492-1792 : « Époque moderne antérieure » à la chute de l'Ancien Régime ;
- 1792-1920 : « Époque moderne I », donc postérieure à la chute de l'Ancien Régime et jusqu'à la promulgation du traité de Versailles le 10 janvier 1920 ;
- depuis 1920 : « Époque moderne II », donc depuis la fin de la Première Guerre mondiale. Cette époque, d'abord envisagée comme une notion de portée mondiale, est aujourd'hui perçue comme une perspective eurocentrée (voir les articles consacrés à l'Histoire et à l'historiographie).

Certains pensent en effet qu'il faut limiter l'usage de cette notion à la civilisation occidentale, voire uniquement à l'Europe. Il faut cependant prendre en compte le fait que cette période coïncide avec les Grandes découvertes et avec l'émergence de la première économie-monde.
D'un point de vue encore plus restrictif, seuls quelques monarques d'Europe occidentale s'identifiaient avec la période et la forme sociale historique nommée Ancien Régime.

## Cadres chronologiques

### Début

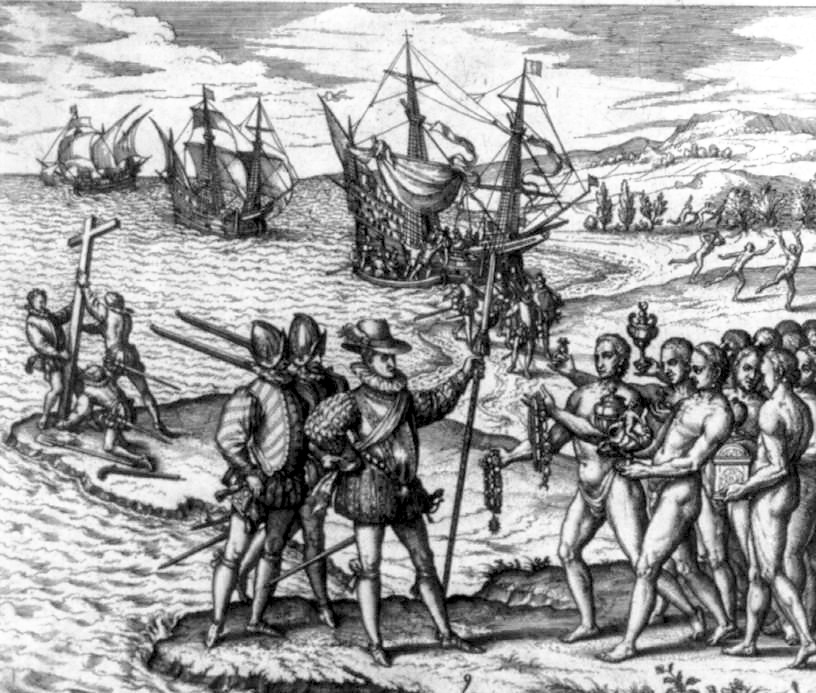
La colonisation européenne des Amériques en 1492.

Plusieurs dates sont généralement citées pour commencer la période, selon l'objet de l'étude et l'école de pensée. Pour la France, la date la plus souvent retenue correspond à l'avènement du roi François Ier en 1515. Mais d'autres dates ont été proposées, aussi bien pour l'Histoire de la France que pour celle de l'Europe dans son ensemble. Voici les principales :
- 1444 : échec de la croisade de Varna, qui marque la consolidation définitive du pouvoir ottoman en Europe.
- 1445 : création par Charles VII des "compagnies d'ordonnance", première armée permanente et professionnelle.
- 1450 : invention de l'imprimerie à caractères mobiles par Gutenberg ;
- 1453 : fin de l'Empire romain d'Orient avec la chute de Constantinople au 29 mai. L'artillerie utilisée durant la bataille rend obsolètes les forteresses médiévales ;
- 1453 : fin des hostilités de la guerre de Cent Ans au 9 octobre ;
- 1483 : avènement de Charles VIII ;
- 1492 : fin de la Reconquista en Espagne au 2 janvier, avec la prise de Grenade ;
- 1492 : arrivée de Christophe Colomb dans le Nouveau Monde au 12 octobre ;
- 1492 : traité d'Étaples entre la France et l'Angleterre au 3 novembre, qui prépare les Guerres d'Italie ;
- 1498 : arrivé de Vasco de Gama en Inde au 20 mai ;
- 1498 : avènement de Louis XII ;
- 1515 : avènement de François Ier ;
- 1517 : début de la Réforme en Allemagne, initiée par Martin Luther ;
- 1520 : Fernand de Magellan découvre et passe le détroit qui porte aujourd'hui son nom. Les survivants de son expédition boucleront le premier tour du monde, ou circumnavigation.

### Fin

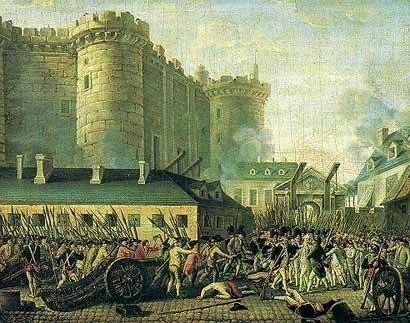
La prise de la Bastille pendant la Révolution française de 1789.

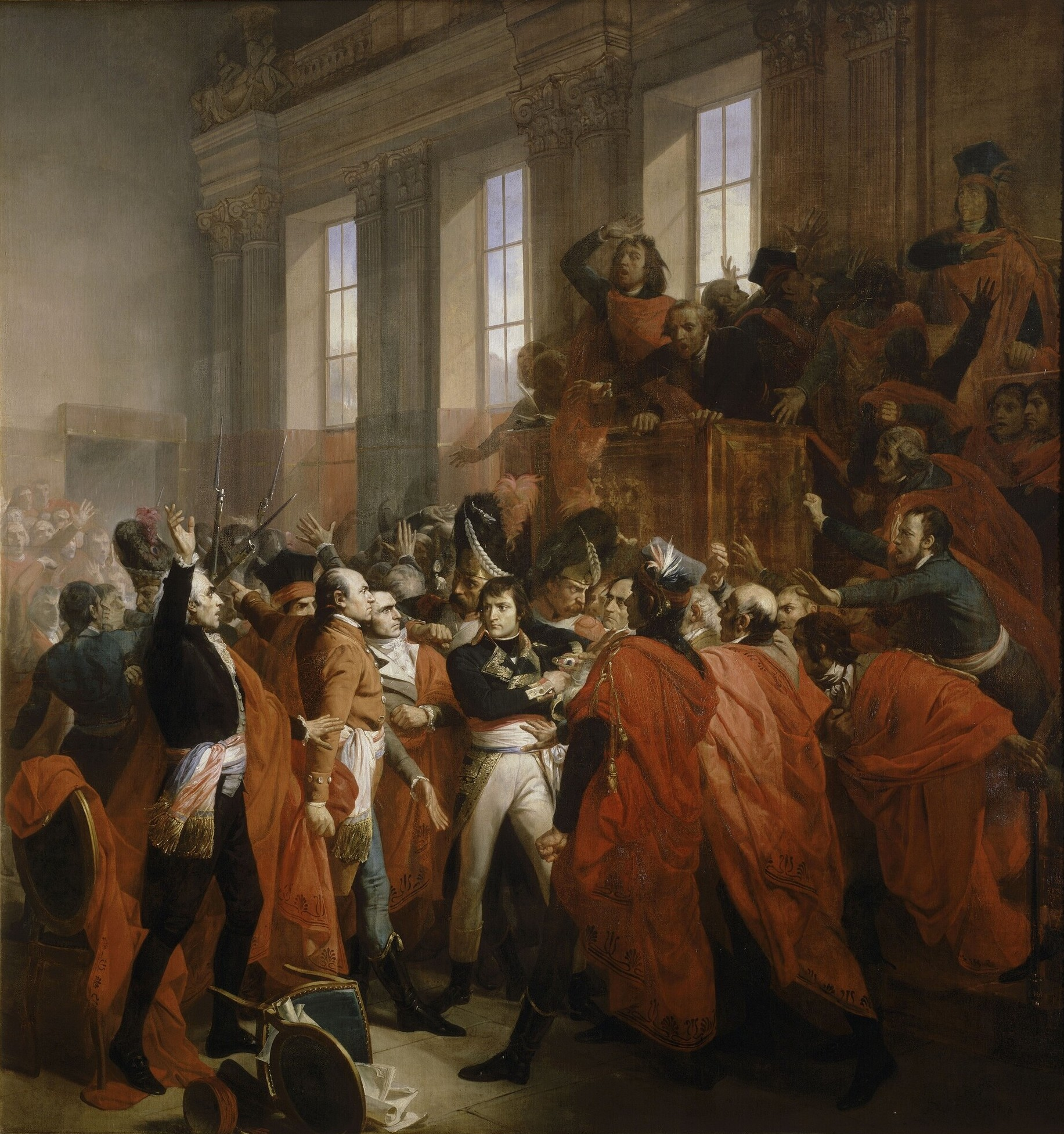
Coup d'État du 18 Brumaire (1799).

Les historiens débattent toujours sur les cadres chronologiques de l'Époque moderne. En ce qui concerne la fin de celle-ci et le début de l'époque contemporaine, deux camps historiographiques s'affrontent. L'un défend un gallocentrisme qui fait de la Révolution française un point de rupture nette alors même que le reste de l'Europe conserve sa réalité moderne. D'autres historiens, plus ouverts aux études globales, font continuer l'Époque moderne jusqu'en 1815, date à laquelle l'Europe trouve un nouveau visage (modification de la géopolitique) et une nouvelle pensée (développement des idées nationales).
L'Époque moderne peut s'arrêter avec la Révolution française, qui commença le 14 juillet 1789 avec la prise de la Bastille et s'acheva par le coup d'État du 18 Brumaire an VIII (9 novembre 1799) de Napoléon Bonaparte. Cette hypothèse, faisant de la France le seul pays d'où viendrait la transition, est sujette à caution.
La date d’achèvement de la période moderne pose un problème, selon qu'on y intègre ou non les différents régimes issus de la Révolution et précédant le Premier Empire : Convention nationale, Directoire, Consulat. Universellement, les historiens modernes préfèrent aujourd'hui l'année 1792 comme « année pivot »[citation nécessaire] ; avec la chute de la monarchie lors de la journée du 10 août 1792 et la proclamation de l'abolition de la royauté instaurant la République le 21 septembre 1792. La date peut toutefois être avancée à l'indépendance des États-Unis d'Amérique en 1776, première grande république démocratique moderne et évènement précurseur de la Révolution.
Certains historiens sont d'avis que l'année 1815 devrait être considérée comme date de la fin de l'Époque moderne avec la chute de l'Empire napoléonien et un nouveau partage politique de l'Europe issu du congrès de Vienne.

## Survol de la période
L'Époque moderne couvre trois siècles, de la fin du XVe siècle à la fin du XVIIIe siècle.
En France, l'Époque moderne s'ouvre avec le traité d'Étaples (1492). Ce « traicté de la paix faicte entre le Tres chrestien Roi de France et le Roi d'Angleterre » fut signé par Charles VIII en novembre 1492. Le précédent traité de Picquigny avec l'Angleterre (1475) mit définitivement fin à la guerre de Cent Ans. La paix signée en 1492 entre Charles VIII et Henri VII d'Angleterre – suivi des traités avec l'Autriche et l'Espagne à Senlis et à Barcelone en 1493 – ouvre la possibilité à la France de s'engager dès 1494 dans les Guerres d'Italie. Celles-ci dureront 65 ans (entrecoupées de trêves) et se termineront en 1559 avec le traité du Cateau-Cambrésis. Dans l'intervalle, quatre rois ont gouverné la France, dont le plus fameux durant cette période qu'on appela « le beau XVIe siècle », fut sans conteste François Ier, considéré comme le premier grand roi de l'Époque moderne en France.

### L'Époque moderne, une nouvelle ère?
Si l'Époque moderne apparaît dans une certaine continuité avec l'époque précédente (Moyen Âge), on constate cependant une très nette rupture dans un grand nombre de domaines des sociétés européennes.
On peut voir que les cadres politiques de la société des Temps modernes restent similaires à ceux du système féodal et que la monarchie domine partout en Europe. Toutefois, cette période voit un grand nombre de transitions s'amorcer : la nature même de la monarchie et de l'État est totalement transformée en deux générations.
Quelques progrès techniques sont à l'origine de ce que l'on peut appeler une « inflexion » marquant une rupture avec le Moyen Âge. La découverte de l'artillerie donne une nouvelle forme à la guerre. L'invention de l'imprimerie (milieu du XVe siècle) accélère la diffusion des savoirs. L'introduction de la pomme de terre, en provenance d'Amérique, dans l'alimentation européenne (à partir de 1534 en Espagne) va atténuer le problème des famines.
Parallèlement, des phénomènes sociaux importants touchent l'Europe. Ainsi, on remarque la sécularisation progressive des sociétés européennes, un développement du protestantisme et de l'humanisme, et la montée d'une classe sociale : la bourgeoisie d'affaires.
Si, en soi, l'Époque moderne n'est pas le symbole du changement absolu, elle prépare les mutations radicales (révolutions, capitalisme, nationalisme, rationalisation…) qui s'opéreront à l'Époque contemporaine.

### La Renaissance
La Renaissance est un courant artistique et intellectuel où les artistes ont introduit l'esthétique antique et où les humanistes se sont approprié le savoir antique déjà redécouvert au Moyen Âge. Elle fut en partie déclenchée par le déclin et la fin de l'Empire romain d'Orient (prise de Constantinople par les Ottomans en 1453) et l'arrivée qui s'ensuivit de savants orientaux exilés en Italie, mais d'autres facteurs ont eu des conséquences sociales majeures comme l'invention de l'imprimerie la même année. La survenue des grandes découvertes (à partir de 1492) enrichit considérablement les débuts de cette nouvelle époque. La Renaissance, née en Italie, gagne l'ensemble des pays d'Europe et durera plus d'un siècle. Elle prépara la naissance des Temps modernes.

### La Réforme
Sur le plan religieux, la Réforme protestante (En Allemagne, Luther, 1517 et en France, Calvin, 1532) entraîne la fin de l'emprise de l'Église catholique romaine sur la vie spirituelle en Europe occidentale. Après la Contre-Réforme et surtout après la fin des guerres de religion qui ensanglantent l'Europe, s'instaure – spécialement en France – un absolutisme monarchique.

### La naissance des États-nations
La signature des traités de Westphalie, en 1648, consacre le début d'une nouvelle ère, en mettant fin à la guerre de Trente Ans – guerre qui concerna essentiellement le Saint-Empire romain germanique mais plus généralement toute l'Europe – et en réduisant le rôle du Saint-Siège dans les relations européennes. Les XVIIe et XVIIIe siècles sont marqués par des guerres entre les États européens, puis par la rivalité franco-anglaise pour la domination du monde. Ainsi, la structure des États-nations devient la plus courante et le théâtre de la guerre s'élargit, tandis que s'affirme la domination européenne sur le reste du monde.

### Les Lumières duXVIIIesiècle
Au XVIIIe siècle, caractérisé par les philosophes des « Lumières » et le « despotisme éclairé », la monarchie absolue a atteint ses limites. Elle s'effondre en France, avec la Révolution.
La fin de l'Époque moderne antérieure coïncide avec la fin de l'Ancien Régime et les débuts de la domination de l'empire colonial britannique.

## Caractéristiques de la période

L'organisation sociale de l'Ancien Régime en trois ordres hérite de celle du Moyen Âge.

L'élément constitutif de l'Époque moderne (spécialement en Europe, premier moteur des changements) est son caractère transformateur, certes lent et rempli de doutes, mais décisif, des structures économiques, sociales, politiques et idéologiques du Moyen Âge. Au contraire de ce qui arrivera lors des changements révolutionnaires propres à l'Époque contemporaine, l'Époque moderne est marquée par l'inertie du passé et la lenteur du rythme des changements. Il n'y a donc pas eu de passage brusque du Moyen Âge à l'Époque moderne, mais une transition. Les principaux phénomènes historiques associés à la modernité (le capitalisme, l'humanisme, les États-Nations, etc.) ont été préparés depuis longtemps, bien qu'ils se soient tous manifestés à la charnière entre le XVe et le XVIe siècle, créant une nouvelle étape historique.
Ces changements se produisent simultanément dans plusieurs secteurs distincts qui s'alimentent ensuite mutuellement : dans l'économie, avec le développement du capitalisme ; dans la politique avec l'émergence des États-Nations et des premiers empires coloniaux ; dans la guerre avec les changements de stratégie militaire découlant de l'usage de la poudre ; dans les arts avec la Renaissance ; dans la religion avec la Réforme ; dans la philosophie avec l'humanisme et l'apparition d'une philosophie séculaire qui se distingue de la scolastique médiévale et qui propose une nouvelle vision de l'Homme et de la société ; dans les sciences, avec l'abandon du magister dixit et le développement des investigations empiriques, qui finiront par rejoindre les technologies de la révolution industrielle. Déjà avant le XVIIe siècle, ces forces avaient changé la face de l'Europe, surtout dans sa partie nord-occidentale, même si la relégation des acteurs sociaux traditionnels du Moyen Âge (le clergé et la noblesse) au profit des nouveaux protagonistes (l'État moderne et la bourgeoisie) était encore loin.
Dans une perspective matérialiste, le processus de transformation commence avec le développement des forces productives, dans un contexte d'augmentation de la population (avec des hauts et des bas, inégale dans chaque continent et encore soumise à la mortalité catastrophique propre à l'Ancien Régime en raison de laquelle cette croissance démographique ne peut être comparée à celle de l'Époque contemporaine). Il se produit un passage d'une économie avant tout agraire et rurale, basée sur un système social et politique féodal, à un autre, qui sans l'être majoritairement, comprend une nouvelle dimension commerciale et urbaine. Elle sera la base d'un système politique s'articulant en États-Nations (la monarchie, dans ses formes autoritaire, absolue et, dans quelques cas, parlementaire). On peut détecter le début de ce changement lors de la révolution du XIIe siècle et sa précipitation dans la crise du XIVe siècle, lorsque la transition du féodalisme au capitalisme commence pour se terminer au XIXe siècle.

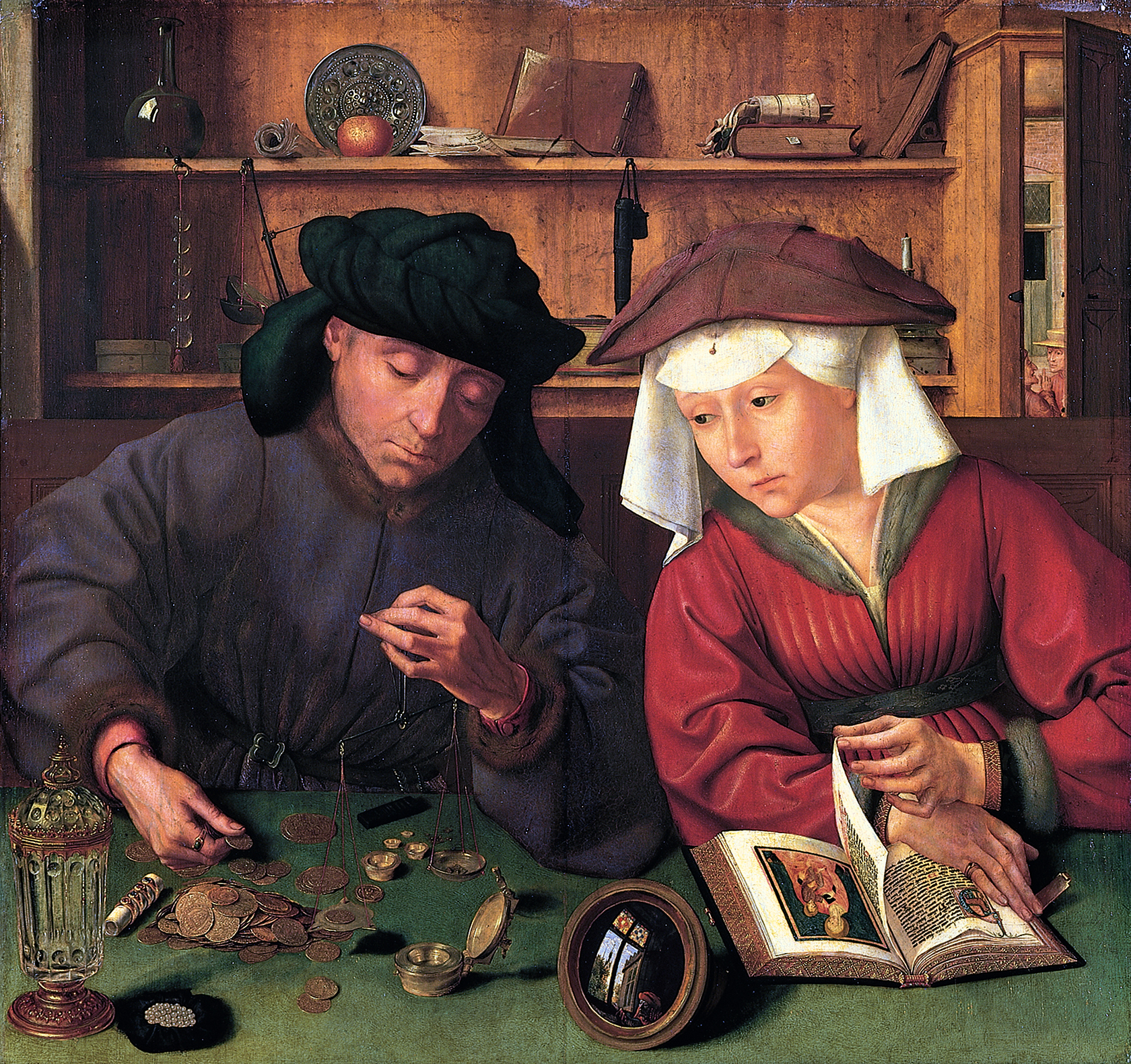
La bourgeoisie commerçante va prendre de plus en plus d'importance tout au long de l'Époque moderne.

Le nouvel acteur social qui apparaît, et auquel on peut associer les nouvelles valeurs idéologiques (l'individualisme, le travail, le marché, le progrès…) est la bourgeoisie. Cependant, la prédominance du clergé et de la noblesse n'est pas remise en question sérieusement durant la plus grande partie de la période. Par conséquent, les valeurs traditionnelles (l'honneur et la réputation des nobles, l'honnêteté, l'obéissance et la chasteté des vœux monastiques) sont celles qui s'imposent comme idéologie dominante, justifiant la persistance d'une société ancienne.
Toutefois, certains historiens nient que la catégorie sociale de classe (définie avec des critères économiques) soit applicable à la société de l'Époque moderne. Ils préfèrent la définir comme une société d'ordres (définis par le prestige et les relations de clientèle). Mais dans une perspective plus ample, considérant la période dans son ensemble, il est indéniable que les puissantes forces qui se basaient sur les nouvelles valeurs, étaient en conflit et s'affrontaient, à la vitesse des continents, avec les grandes structures historiques propres au Moyen Âge (l'Église catholique romaine, l'Empire, les féodaux, la servitude, les privilèges) et d'autres qui se sont développées pendant l'Époque moderne, comme les colonies, l'esclavage et le racisme. L'Ère des révolutions fut un cataclysme final qui ne s'est produit que quand une énergie suffisante a été concentrée.
Tandis que ces conflits séculaires se déroulaient en Europe, la totalité du monde, consciemment ou non, fut affecté par l'expansion européenne. Comme nous l'avons vu dans le survol historique, l'Époque moderne signifie pour le monde extra-européen, l'irruption de l'Europe dans une mesure plus ou moins grande selon le continent et la civilisation. Une seule exception à cela : la civilisation islamique qui, avec son champion, l'Empire ottoman, se positionna durant l'ensemble de la période comme un rival[réf. nécessaire]. En Amérique, la période moderne signifie tant l'irruption européenne, que la gestation de l'indépendance qui donnera naissance aux nouveaux États-Nations américains.

### Le rôle de labourgeoisie
Les bourgeois - nom qui a été donné durant le Moyen Âge aux habitants des bourgs, ont une position ambiguë durant l'Époque moderne. Une vision linéaire, qui prend comme point d'arrivée la révolution bourgeoise, les chercherait en dehors du système féodal, comme les hommes libres qui en Europe, sont devenus puissants grâce à la création de routes commerciales qui la recouvraient du nord au sud. Les villes qui ont réussi une existence libre entre l'Empereur et le pape, comme Venise et Gênes, ont créé de véritables empires commerciaux. Pour sa part, la Hanse dominera la vie économique de la mer Baltique jusqu'au XVIIIe siècle.

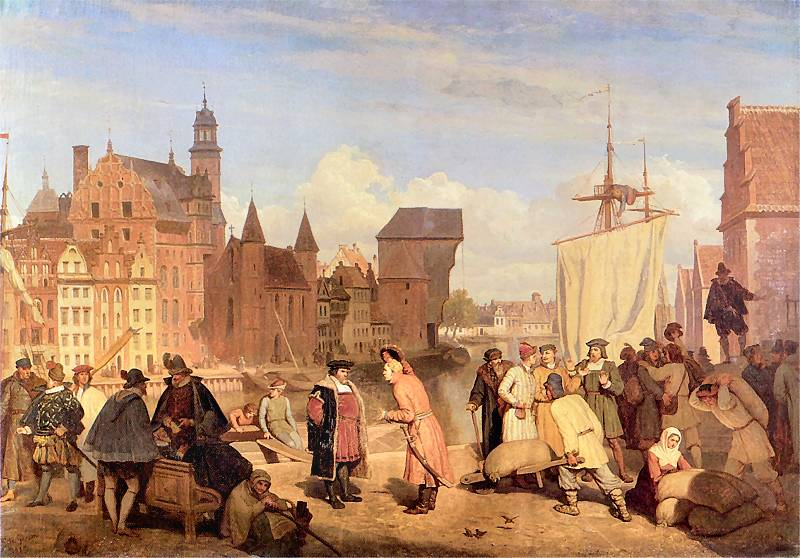
La ville au XVIIe siècle assure de plus en plus son rôle de cité mère, tout en renforçant la domination de l'urbain sur le rural, elle concentre l'activité et la richesse.

Le rôle de la ville européenne durant l'Époque moderne peut être considéré comme un processus de longue durée au sein d'un processus millénaire d'urbanisation : la création d'un réseau urbain est une préparation nécessaire à l'accomplissement des fonctions sociales du monde industriel moderne. Seules des métropoles comme Londres et Paris sont sur le point d'y arriver au XVIIIe siècle ; Lisbonne, Séville, Madrid, Naples, Rome ou Vienne sont en retard et n'ont pas la capacité d'articuler une économie nationale de dimension suffisante pour le développement industriel… Enfin, des villes comme Mexico, Moscou, Saint-Pétersbourg, Constantinople, Alexandrie, Le Caire ou Pékin jouent dans une autre division, au niveau fonctionnel.
Même si la différence de position économique était énorme entre la haute bourgeoisie, la basse bourgeoisie et le bas peuple, elle ne l'était pas extrêmement en matière de condition sociale : tous faisaient partie du peuple. La différence entre la bourgeoisie et les paysans est plus significative, puisque l'immense majorité de la population vivait en dehors des villes, se consacrant à des activités agro-pastorales à faible productivité, ce qui les condamnait à l'invisibilité historique : la production documentaire, qui connut un essor extraordinaire à l'Époque moderne (non seulement grâce à l'imprimerie, mais aussi en raison de la fièvre bureaucratique des États et des particuliers) est essentiellement urbaine. Les fonds d'archives européens commencent alors à rivaliser en densité de sources documentaires avec les Chinois, qui avait l'énorme avantage d'une continuité millénaire.
La bourgeoisie de l'Époque moderne peut être vue aussi bien comme un allié de l'absolutisme, que comme un agrégat social sans véritable conscience de classe, dont les individus préfèrent la tradition qui leur permet de s'anoblir par achat ou par mariage, surtout quand l'idéologie dominante condamne le lucre et sanctifie la rente de la terre. Son rôle d'agent révolutionnaire avait causé les révoltes populaires urbaines durant le Moyen Âge, et continuera à le faire, mais de manière plus rare, parfois pour des raisons d'idéologie religieuse et d'autres fois pour des motifs antifiscaux.
Dans les autres continents, la caractérisation sociale d'une classe définie par son activité urbaine, son identification avec le capital et sa condition non-privilégiée est beaucoup plus problématique. Toutefois, le terme a été appliqué au Japon, dont la forme économique et sociale est proche du féodalisme, et, avec beaucoup plus de difficultés, à la Chine, même si les interprétations de son histoire sont intimement liées aux positions idéologiques.
Le monde islamique a eu dès ses origines une forte composante commerciale, avec un développement impressionnant des routes à longue distance (tant navales que par caravanes) et un artisanat supérieur à ce qui se faisait en Europe sous de multiples aspects. En revanche, le développement des forces productives s'est montré moins dynamique. Les marchés arabes ou les souks, sans cesser d'être animés et de refléter le mécontentement populaire en périodes de crises, n'ont jamais été en condition de provoquer une modification des structures.
L'Amérique fut, depuis le début de sa colonisation, une terre promise où faire des expériences sociales. Les missions jésuites ou l'expédition du Mayflower sont des cas extrêmes, mais la ville coloniale espagnole est un phénomène plus important. Il comprend un urbanisme tracé au cordeau à partir d'une grande Place sur des terres vierges, ou à l'emplacement de cités précolombiennes, incluant quelquefois la conversion d'une ville de pèlerins, changeant son emplacement pour des raisons sanitaires. Il est possible de trouver la formation d'une bourgeoisie en Amérique durant l'Époque moderne, que ce soit dans les colonies britanniques ou française au Nord ou dans les colonies créoles d'Amérique latine. Cette bourgeoisie donnera l'impulsion au processus d'indépendance et contribuera de manière définitive à la fin de l'Ancien Régime et à l'établissement des valeurs de l'Époque contemporaine.
Les explorations patronnées par les monarques européens et effectuées par des personnages comme Christophe Colomb, Jean Cabot, Vasco de Gama ou Fernand de Magellan, se sont aventurées dans des mers inconnues des Européens et se sont établies sur des terres également inconnues, apportant une série d'améliorations nautiques : la caravelle et la boussole. Les relations que l'esprit individualiste et la recherche de la gloire pouvaient avoir avec les valeurs bourgeoises ne sont pas claires : il n'y a probablement eu aucune modification depuis l'époque Marco Polo et elles ont donc probablement plus de liens avec l'esprit chevaleresque et les valeurs nobiliaires de la fin du Moyen Âge. Profitant de leurs découvertes, l'Espagne, le Portugal et la Hollande d'abord, la France et l'Angleterre ensuite, ont bâti des empires coloniaux. Leurs richesses, surtout l'extraction de l'or et de l'argent américains, ont stimulé encore plus l'accumulation du capital et le développement de l'industrie et du commerce, même si parfois plus à l'extérieur du pays qu'à l'intérieur, comme ce fut le cas de la Castille qui souffrit de l'évolution des prix. Elles stimulèrent également une politique économique, le mercantilisme paternaliste, qui cherchait plus la protection du consommateur (et des privilégiés) que du producteur.
Au XVIIe siècle, la bourgeoisie ne tenait toutefois, en dehors de l'Angleterre et des Provinces-Unies, qu'un pouvoir économique relatif et aucun pouvoir politique.

### Le pouvoir des rois

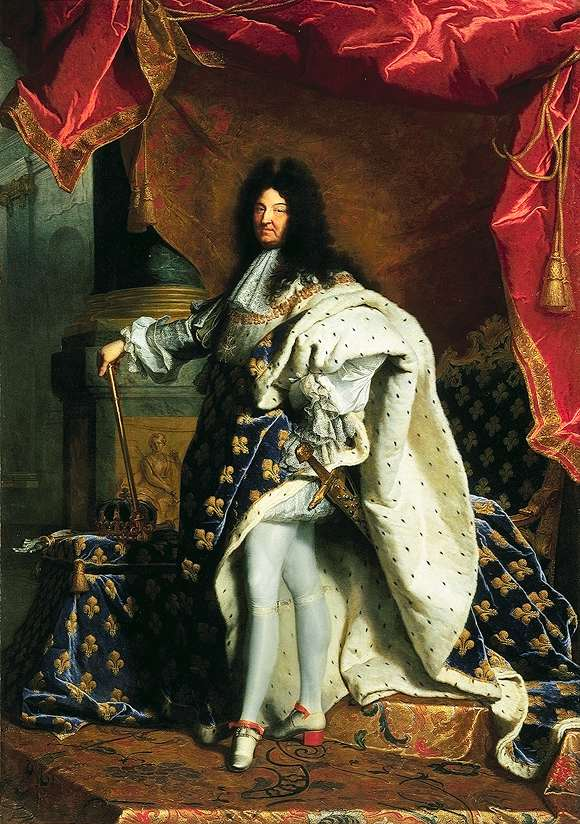
Louis XIV, symbole de l'absolutisme royal en France.

Depuis la fin du Moyen Âge en Europe occidentale, des monarques tendent à la formation de ce qu'on appellera à la fin de l'Époque moderne des États-nations, situés dans des espaces géographiques définis et disposant de marchés unifiés de taille adéquate pour la modernisation économique. Sans arriver au nationalisme extrême des XIXe et XXe siècles, l'identification de certains monarques avec un caractère national devient évidente et ils cherchent et exagèrent ces traits, qui peuvent être les lois et coutumes traditionnelles, la religion ou la langue. On peut notamment citer la réintroduction de la langue vernaculaire à la cour d'Angleterre (où le français a été parlé durant tout le Moyen Âge) ou l'acceptation de la Grammaire castillane d'Antonio de Nebrija par les Rois catholiques en 1492.
Ce processus n'a pas été continu et a connu des hauts et des bas, et au début de la période, on ne savait pas si l'idée impériale de la mosaïque culturelle des Habsbourg de Charles Quint allait triompher ou si l'Empire ottoman allait progresser encore en Europe. Si au XVIIIe siècle, l'Espagne, le Portugal, la France, l'Angleterre, la Suède, la Hollande ou le Danemark paraissaient fortement établis, rien ne laissait supposer le destin de la Pologne, divisée entre ses voisins. Par ailleurs, les intérêts dynastiques des monarques étaient changeants et produisirent tout au long de l'Époque moderne un nombre incalculable de modifications territoriales, pour des raisons militaires, matrimoniales, successorales ou diplomatiques. Les frontières étaient donc changeantes, et avec elles leurs sujets.
L'augmentation du pouvoir des rois va dans trois directions : l'élimination de tous les contre-pouvoirs à l'intérieur de l'État, l'expansion et la simplification des frontières politiques (concept de frontières naturelles) en compétition avec les autres rois et la lutte contre les structures féodales supranationales (Papauté, Empire).
Les monarques autoritaires cherchent à liquider toute opposition possible. Au XVIe siècle, ils approuvent la Réforme protestante pour se séparer de l'Église catholique (principautés allemandes, rois scandinaves) ou alors s'identifient complètement avec elle (France, Espagne), bien que cela ne se passe pas sans conflit (voire, par exemple, le gallicanisme). La monarchie anglaise (sous Henri VIII, Marie Tudor et Élisabeth Ire) adopte alternativement les deux options pour décider finalement de se tenir à l'anglicanisme, une position intermédiaire. Les rois tentent d'imposer une religion unique à leurs sujets. En Espagne, juifs et musulmans sont expulsés, en Angleterre, Henri VIII persécute les catholiques, alors qu'en France, Richelieu persécute les protestants. Le principe Cuius regio eius religio (tel roi, telle religion) devient la ligne directrice des relations internationales depuis la Diète d'Augsbourg, même si cela ne suffit pas à éviter les guerres de religion jusqu'à la conclusion du traités de Westphalie en 1648.